# Ballymena Showgrounds
Ballymena Showgrounds – stadion piłkarski w Ballymenie w Irlandii Północnej, na którym swoje mecze rozgrywa klub Ballymena United. Obiekt zbudowano w 1903 roku, w 2001 został przebudowany kosztem 3 mln funtów. Na stadionie poza meczami piłkarskimi odbywają się m.in. wyścigi samochodowe oraz wystawy zabytkowych pojazdów.